# فایربیس
فایربیس (به انگلیسی: Firebase) یک ارائه دهنده سرویس ابری و پشتیبان برای شرکت‌های ارائه دهنده سرویس در سان فرانسیسکو و کالیفورنیا می‌باشد. این شرکت چندین محصول که مورد استفاده توسعه دهندگان نرم‌افزار موبایل یا وب را طراحی نموده است. Firebase در سال 2011 توسط اندرو لی و جیمز تامپلین تأسیس شد و در آوریل 2012 پایگاه داده ابری بی‌درنگ خود را راه اندازی نمود. محصول اولیه Firebase یک پایگاه داده ای بی‌درنگ بود که با رابط برنامه نویسی نرم‌افزار خود به توسعه دهندگان این اجازه را میداد تا داده‌های خود را از مشتریان متعدد، ذخیره و همگام سازی نمایند. در اکتبر 2014 شرکت گوگل این شرکت را از آن خود کرد. برخی خدمات فایربیس در ایران به علت تحریم ها در دسترس نیست.